# مملكة موتابا
مملكة موتابا أو إمبراطورية موتابا (بالإنجليزية: Mutapa)‏، الشونا (Wene we Mutapa)؛ (بالبرتغالية: Monomotapa‏). كان شونا مملكة امتدت بين نهري زيمبيزي وليمبوبو في أفريقيا الجنوبية في الدول المعاصرة زيمبابوي وموزمبيق. ومن المحتمل أن مؤسسيها متصلون ثقافيًا وسياسيًا بالبناة الذين بنوا زيمبابوي العظمى.

## أصل المصطلح

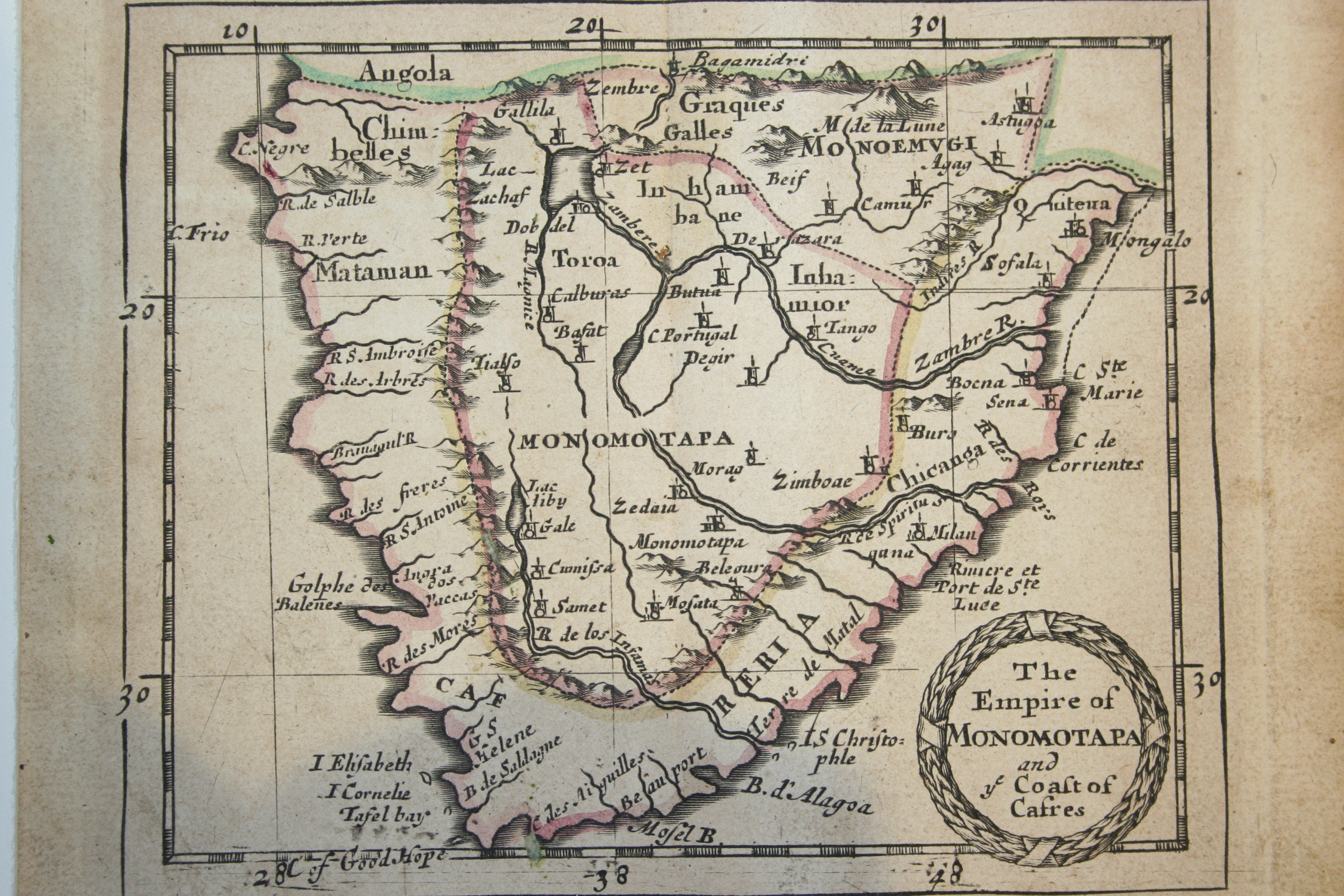
خارطة برتغالية للقرن السادس عشر لمونوموتابا مخزنة في المناطق الداخلية لإفريقيا الجنوبية.

مصطلح البرتغالية مونوموتابا عبارة عن ترجمة للعنوان مونوموتابا (رب الأراضي المحتلة). ومع هذا فقد انطبق هذا على المملكة ككل، وكان يستخدم للإشارة إلى أراضيها على خرائط تلك الفترة.

## معلومات تاريخية

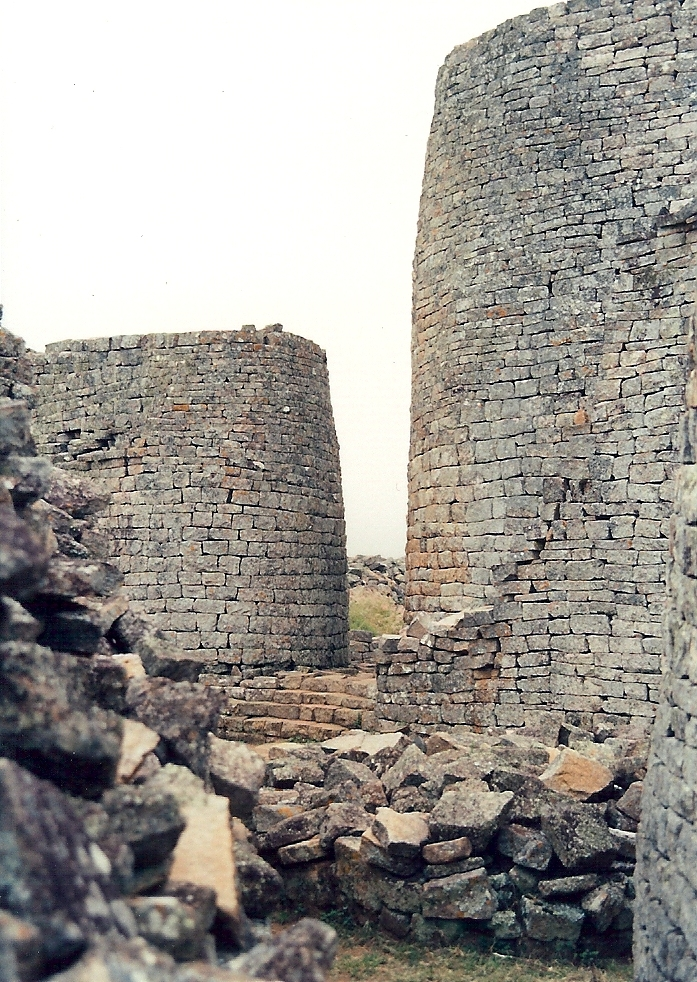
أبراج زيمبابوي العظمى.

تعود أصول السلالة الحاكمة في موتابا إلى وقت ما في النصف الأول من القرن الخامس عشر. ووفقًا للتقاليد الشفوية، كان أول «مويني» أميرا محاربا يسمى نياتسيمبا موتوتا) من مملكة زيمبابوي قد أُرسل للبحث عن مصادر جديدة للملح في الشمال. وقد وجد موتوتا الملح بين تافارا (Tavara)، إحدى أقسام شونا، والذين كانوا صائدي فيلة بارزين. وتمت هزيمتهم  وتم إنشاء عاصمة على مسافة 350 كم شمال زيمبابوي العظمى في زفونجومبي بواسطة الزمبيزي.

### التوسع
توسع خليفة موتوتا، ماتوب، في مملكته الجديدة لتصبح إمبراطورية تشمل معظم الأراضي بين تافارا والمحيط الهندي. وأصبح الموينيوتابيون أثرياء جدًا من خلال استغلال النحاس من تشيدزورجوي والعاج من نهر زيمبيزي الأوسط. وقد أضعف هذا التوسع مملكة تروا. واجتاحت جيوش موينيموتابا مملكة مانيكا، بالإضافة إلى الممالك الساحلية قطيف وماداندا. وعندما وصل البرتغاليون إلى سواحل موزمبيق، كانت مملكة موتابا هي لبدولة الرئيسية في المنطقة.

### الديانة
تتمحور ديانة مملكة موتابا حول التشاور الطقسي للأرواح وعبادة الأسلاف الملكيين. وبقيت الأضرحة داخل العاصمة بواسطة الوسطاء الروحيين المعروفين باسم مهوندوروس (mhondoros)". وخدم المهوندوروس أيضًا كمؤرخيين شفويين يسجلون أسماء وأعمال الملوك السابقين.
وصُدم الموثقون الأوربيون الأوائل للثقافة من أن بعض الرجال، المعروفين باسم تشيبادي كانوا يقومون بما تقوم به المرأة اجتماعيًا في تلك الفترة. ونُقِل عن جواو جوس سانتوس في منشور 1625، «سيرتاني (certayne) تشيبادي (Chibadi)، الذين كانوا رجالاً يلبسون مثل النساء ويتصرفون بطريقة نسوية ويشعرون بالعار من وصفهم بالرجال ويتزوجون أيضًا من الرجال ويعتبرون أن الإدانة غير الطبيعية شرف كبير.» وسجل بالمثل الكهنة أنتوني سيكويرا وغاسبر أزيفيدو رجالاً كانوا يلبسون ويجلسون ويتكلمون كالنساء والذين كان يتزوجون بالرجال «للتوحد في الشهوة الذكورية الخاطئة معهم».

### الاتصال البرتغالي
```
البرتغاليون على كثير من الساحل الجنوبي الشرقي لإفريقيا، مخلفين دمارًا لكل من 
سفالة
 
وكيلوا
، بحلول عام 1515.
[
9
]
 وكان هدفهم الرئيسي يتمثل في السيطرة على التجارة مع الهند، إلا أنها أصبحت بغير قصد مجرد ناقلات للبضائع الفاخرة بين الممالك الفرعية لموتابا والهند. وحيث إن البرتغاليين استقروا على طول الساحل، فقد شقوا طريقهم إلى المناطق النائية مثل 
سيرتانيجوس
 (الإنعزاليون). وعاش هؤلاء الإنعزاليون جنبًا إلى جنب مع التجار السواحليين حتى أنهم قاموا بالخدمة عند ملوك شونا كمترجمين ومستشاريين سياسيين. واستطاع أحد أولئك الإنعزاليين السفر عبر كل ممالك شونا، بما في ذلك المنطقة الحضرية في موتابا بين عامي 1512 و1516.
[
10
]
```

ودخل البرتغاليون في النهاية في علاقات مباشرة مع موينيوموتابا في الستينيات. ولقد سجلوا ثروة من المعلومات عن مملكة موتابا بالإضافة إلى سابقتها زيمبابوي العظمى. وطبقا لروايات التجار السواحليين التي سجلوها للمؤرخين البرتغاليين جواو دي باروس، كانت زيمبابوي العظمى مدينة العاصمة القديمة التي بنيت من حجارة ذات حجم مذهل بدون استخدام الإسمنت. وفي حين أن الموقع لم يكن في نطاق حدود موتابا، فقد ترك المونيوموتابيون بعض النبلاء وزوجاتهم هناك.
وفي عام 1569، قدم سبستيان الأول ملك البرتغال منحة من الأسلحة لموينيوموتابا. وكانوا مزينين بشعار النبالة: جولس بين سهمين فضي إفريقي مجرف بارويزي ذات شفرات أو فضي معالج - درع يعلوه تاج نفيس. وكانت تلك على الأرجح أول منحة أسلحة لأحد السكان الأصليين في أفريقيا الجنوبية؛ ومع ذلك، لا يرجح استخدام الموينيوموتابا لهذه الأسلحة بشكل فعلي.

#### الحملة الصليبية العارضة
في عام 1561، تمكن غونكالو دا سيلفيرا، وهو مبشر يسوعي برتغالي شق طريقه إلى محكمة موينيوموتابا ونشر المسيحية. إلا أن ذلك لم يَرُق للتجار المسلمين في العاصمة، ومن ثم قاموا بإقناع الملك بقتل اليسوعي بعد أيام قليلة فقط من المعمودية السابقة. وكان ذلك بمثابة المبرر اللازم للبرتغاليين لاختراق الداخل والسيطرة على مناجم الذهب وطرق العاج. وبعد إعداد طويل، بدأت رحلة استكشافية مكونة من 1000 رجل تحت قيادة فرانسيسكو باريتو في عام 1568. وتمكنوا من الحصول على قدر من زيمبازي العليا، غير أن مرضًا محليًا قضى على القوة. وعاد البرتغاليون إلى قاعدتهم في عام 1572 ونَفًسُوا عن إحباطهم من خلال التجار السواحليين الذين قتلوهم. وقد استبدلوهم بالبرتغاليين وذرياتهم نصف الإفريقية الذين أصبحوا برازيروس (prazeiros) (أصحاب عقارات) لزيمبيزي الدنيا. وحافظت موتابا على وضعية القوة منتزعة إعانة من كل قائد في موزمبيق البرتغالية الذي يتولى المنصب. وفرضت موينيموتابا ضريبة 50 بالمائة على كل البضائع التجارية المستوردة.

### التراجع والانهيار
برهنت موتابا على أنها غير معرضة لخطر المهاجمة أو حتى التلاعب الاقتصادي بسبب سيطرة موينيوموتابا القوية على إنتاج الذهب. والذي كان يشكل تهديدًا هو الاقتتال الداخلي بين الفصائل المختلفة والذي أدى بالأطراف المتنازعة لدعوة البرتغال لتقديم المساعدة العسكرية.

#### السيطرة البرتغالية
حاول الموينيوموتابيون طرد البرتغاليون في عام 1629. فشلوا في تحقيق ذلك وتمت الإطاحة بهم، مما أدى إلى تثبيت البرتغالي مافرا مهند فيليبعلى العرش. وقعت موتابا معاهدات جعلت منها تابعة للبرتغال وتنازلت عن مناجم الذهب، لكن لم يدخل أيا من هذه التنازلات حيز التنفيذ. وبقيت موتابا اسميًا مستقلة، بالرغم من أنها عمليًا دولة تابعة. وطوال هذا الوقت زاد البرتغاليون من سيطرتهم على الكثير من الجنوب الشرقي لإفريقيا مع بدايات النظام الاستعماري.

#### فقد المكانة
ثمة مشكلة أخرى ظهرت لموتابا وهي أن روافدها مثل قطيف ووماداندا ومانيكاتوقفا عن دفع الجزية المفروضة عليهم. وفي ذلك الوقت، كانت هناك مملكة جديدة تحت قيادة سلالة روزوي بالقرب من باروا آخذة في الصعود. والذي سرّع كل هذا هو الوجود البرتغالي على الساحل وفي العاصمة. وعلى الأقل كان جزء واحد من معاهدة 1629 التي تم العمل بها وهو النص الذي يسمح بالمستوطنات البرتغالية داخل موتوبا. كما سمحت أيضًا للبرايزيروس بإنشاء مستوطنات محصنة في جميع أنحاء المملكة. وفي عام 1663، تمكن البرايزيروس من الإطاحة بموينيوموتابا سيتي كازوروكاموسابا وأن يضعوا مرشحهم الخاص كامهاراباسو ماكومبوي على العرش.

#### غزو باتاوا
بحلول القرن السابع عشر، بدأت أسرة من روزوي الرعاة تحت قيادة تشانجاميري بتحويل مملكة باتاوا إلى قوة إقليمية جديدة. ولم ينشأ الروزوي من منطقة زيمبابوي العظمى فحسب، ولكن أيضًا استمروا في بناء مدنهم بالأحجار. وكانوا يقومون باستيراد بضاعتهم من البرتغال بدون أي اعتبار لموينيوموتابا.
وفي أواخر القرن السابع عشر، كان تشانجتميري دومبو يتحدى بفاعلية موتابا. وفي عام 1684 واجهت قواته وهزمت بشكل حاسم قوات موينيوموتابا كامهاراباسو ماكومبوي جنوب منطقة مترو في موتابا في معركة ماهانجوي. وعندما مات ماكومبوي في عام 1692، اندلعت أزمة حول من يخلفه. ودعم البرتغاليون أحد الورثة في حين دعم دامبو (Dombo) آخر. ولدعم مرشحه، دمر تشانجاميري المدينة البرتغالية ديمبارارا المقابلة لعاصمة موتابا وذبح التجار البرتغاليين ومن يتبعهم بصورة كاملة. ومن عام 1692 إلى عام 1694 حكم موينيومتابا نياكامبيرا موتابا بصورة مستقلة. وتم قتل نياكامبيرا بعد ذلك في معركة مع البرتغاليين الذين نصبوا عندئذٍ نياميندا مهند على العرش حيث كان دميتهم.
وفي عام 1695، اجتاح تشانجاميري دومبو مملكة مانيكا المنتجة للذهب وأخذ جيشه شرقًا ودمر المدينة البرتغالية ماسكيويسي. وهذا سمح له بالسيطرة على كل الأراضي المنتجة للذهب من باتاوا إلى مانيكا، وحل محل موتابا كمملكة شونا الرئيسية في المنطقة.

#### الحكام المتغيرون
يبدوا أن الروزوي البرتغاليين لم يحافظوا على السيطرة على دولة موتابا لوقت طويل وكانت تذهب وتعود بين الاثنين خلال القرن السابع عشر. وبعيدًا عن ضحية الغزو، دعا بالفعل حكام موتابا القوات الأجنبية لتعزيز حكمهم. وشمل هذا التبعية لدولة شرق إفريقيا البرتغالية من عام 1629 إلى عام 1663 وتبعية إمبراطورية روزوي من عام 1663 حتى عودة البرتغاليين في 1663. وبقيت السيطرة البرتغالية على موتابا أو على الأقل يمثلها الحامية العسكرية في العاصمة. وفي عام 1712، أحد الطامحين في العرش دعا الروزوي مرة أخرى لوضعه على العرش وطرد البرتغاليين. وقد حدث هذا، وعادت موتابا مرة أخرى تحت سيطرة إمبراطورية روزوي. وأصبح موينيوموتابا الجديد ساماتامبيرا نيامهاندو الأول مواليهم في حين اضطر الملك السابق إلى التراجع إلى تشيداما في ما يعرف الآن باسم موزمبيق.

#### الاستقلال والتحرك من زيمبابوي
سرعان ما فقد الروزوي الاهتمام بموتابا، حيث سعوا لتوطيد مكانهم في الجنوب. واستعادت موتابا استقلالها في عام 1720 تقريبًا. وبحلول ذلك الوقت كانت مملكة موتابا قد فقدت تقريبًا معظم هضبة زيبمابوي لصالح إمبراطورية روزوي. وفي عام 1723، نقل نيامهندي عاصمته إلى الوادي القريب من المستوطنة التجارية البرتغالية تيتي، تحت قيادة مومينيماتابا نياتساسا. وعند وفاته في عام 1740، تولى الشاب ديهوي مابانزاجاتا السلطة. وسعى القائد الجديد للحصول على الدعم البرتغالي ودعاهم للعودة لموتابا جنبا إلى جنب مع حمايتهم من الرجال المسلحين، لكن بقيت موتابا مستقلة.

### الانهيار
مات موينيموتابا في عام 1759، غير أن حربا أهلية اشتعلت من أجل العرش. وكانت تلك الحرب أكثر تدميرا من سابقتها ولم تتعافَ منها موتابا أبدًا. وانتهى المطاف «بالفائزين» بحكم أرض مقلصة يقل حجمها عن تشيديما. واستخدموا لقب مامبو تشيديما وحكموا بصورة مستقلة عن البرتغال حتى عام 1917 عندما قُتِل مامبو تشيوكو، آخر ملوك الأسرة، في معركة ضد البرتغاليين.

## موتابا كأوفير
كان للإمبراطورية أثر آخر غير مباشر على تاريخ أفريقيا الجنوبية. وألهم الذهب القادم من الإمبراطورية معتقدا لدى الأوروبيين في أن مانهاماتابا احتفظت بالمناجم الأسطورية للملك سليمان، الذي تمت الإشارة إليه في التوراة.
لقد كان الاعتقاد السائد أن المناجم داخل مملكة مانهاماتابا في إفريقيا الجنوبية أحد العوامل التي قادت إلى اكتشاف البرتغاليين للمناطق النائية من سوفالا في القرن السادس عشر، وساهم هذا في التطور المبكر لموزمبيق، حيث كانت الأسطورة مستخدمة على نطاق واسع بين السكان الأقل تعليما لتجنيد المستوطنين. وتشير بعض الوثائق إلى أن معظم المستعمرين الأوائل كان يحلمون بالعثور على مدينة الذهب الأسطورية في إفريقيا الجنوبية، وهو اعتقاد يعكس البحث الاستعماري المبكر لإفريقيا الجنوبية عن إل دورادو وربما إلى حد بعيد مستوحى من ذلك. ووصلت التعاملات المبكرة للذهب لنهايتها مع نفاد المناجم وتدهور دولة موتابا لتنهي الدعم المالي والسياسي لإجراء مزيد من التطوير لمصادر الذهب.

## قراءات إضافية
- Elkiss, T.H. The Quest for an African Eldorado: Sofala, Southern Zambezia, and the Portuguese, 1500-1865. Waltham, MA: Crossroads Press, 1981.